# 澳岛
澳岛是一座位于马来西亚柔佛州丰盛港县沿海的小岛，岛上有两座高峰互相对峙。岛上多珊瑚，小湖泊，是柔佛的一个旅游胜地。元代旅行家汪大渊曾到此，在所著《岛夷志略》中称为东西竺，“山石嵯峨形势对峙”，地产槟榔，椰心簟，冬暖夏凉，当地人编织椰心簟，卖给唐人。